# Sally Hemings
Sarah "Sally" Hemings (c. 1773 – 1835) foi uma mulher escravizada de raça mista de propriedade do presidente Thomas Jefferson. A maioria dos historiadores acredita que Jefferson foi o pai de seus seis filhos, nascidos após a morte de sua esposa, Martha Jefferson. Quatro sobreviveram até a idade adulta, e foram libertados por Jefferson.
Quando criança, Sally Hemings chegou à casa de Jefferson como parte da herança de sua esposa Martha. Hemings foi a mais nova de seis irmãos do plantador viúvo John Wayles e uma mulher mestiça que manteve como escrava, Betty Hemings. Sally e seus irmãos eram três quartos europeus e meio-irmãos da esposa de Jefferson. Em 1787, Hemings, de 14 anos, acompanhada filha mais nova de Jefferson, Mary ("Polly") para Londres e depois para Paris, onde o viúvo Jefferson, de 44 anos na época, estava servindo como Ministro dos Estados Unidos na França. Hemings passou dois anos lá. Hemings permaneceu escravizada na casa de Jefferson até sua morte.
A questão histórica de saber se Jefferson era o pai dos filhos de Hemings é conhecida como a controvérsia de Jefferson-Hemings. Após uma análise histórica renovada no final do século 20 e um estudo de DNA de 1998 que encontrou uma correspondência entre a linha masculina Jefferson e um descendente do último filho de Hemings, Eston Hemings. Há, portanto, um consenso próximo entre os historiadores de que Jefferson gerou o filho de Sarah, Eston Hemings e provavelmente todos os seus filhos. Um pequeno número de historiadores discorda.
Os filhos de Hemings moravam na casa de Jefferson como escravos e eram treinados como artesãos. Jefferson libertou todas as crianças sobreviventes de Hemings: Beverly, Harriet, Madison e Eston, quando envelheceram (eles eram a única família escrava liberada por Jefferson). Eles eram sete oitavos europeus em ascendência, e três dos quatro entraram na sociedade branca como adultos. Descendentes desses três identificados como brancos. Hemings foi "dado seu tempo", viveu seus últimos nove anos livremente com seus dois filhos mais novos em Charlottesville, Virgínia, e viu um neto nascido na casa que seus filhos possuíam.